# Общественная безопасность
Общественная безопасность — вторая из составляющих национальной безопасности, выраженная в уровне защищённости личности, общества и государства преимущественно от внутренних угроз общественно-опасного характера. Характеризуется удельным уровнем преступлений и правонарушений, влияющих на состояние безопасности общества в целом и отдельных граждан в частности.
Часть учёных юристов определяют понятие ОБ как совокупность нормальных общественных отношений, установленных нормативно-правовыми актами, обычаями и традициями, обеспечивающих достаточный уровень личной безопасности членов общества и самого общества в целом.
В науке Теории государства и права существует мнение, что кроме уровня преступности и правонарушений, одними из критериев оценки общественной безопасности следует считать уровень защиты личности и общества от последствий стихийных бедствий и техногенных катастроф.
Отождествление общественной и национальной безопасности, несмотря на определенную близость и схожесть этих понятий, необоснованно, поскольку абсолютное большинство исследователей сходятся во мнении, что общественная безопасность является одним из видов национальной безопасности.